# Albert Borschette
Albert Borschette (14 juin 1920 - 8 décembre 1976) est un diplomate et écrivain luxembourgeois. Il est commissaire européen à la concurrence de 1971 à 1976.
Un centre de conférence de la Commission européenne à Bruxelles porte son nom, dans lequel les dirigeants du SME réunis le 31 juillet 1993 doivent s'accorder sur un élargissement bien plus large des bandes de fluctuation, à 15 %, que le gouverneur de la Banque de France Jacques de Larosière, ex-patron du FMI, a été le seul à proposer.

## Ouvrages
- Journal russe (1946), journal d'un combattant sur le front russe durant la Seconde Guerre mondiale
- Itinéraires (1951), journal
- (de)Literatur und Politik, essais et critiques (1954)
- Continuez à mourir, roman (1959)
- Itinéraires soviétiques, récit de voyages (1971)